# Храмовая черепаха
Храмовая черепаха или юньнаньская шарнирная черепаха (лат. Heosemys annandalii) — вид черепах, обитающий в Юго-Восточной Азии (на юге Китая, в Таиланде, Лаосе, Вьетнаме, Камбодже и др.; наличие этого вида черепах в Бирме не подтверждено). Своим именем эти черепахи обязаны тому факту, что они часто встречаются в непосредственной близи от буддийских храмов.
Храмовая черепаха является пресноводным видом. Длина карапакса до 51 см. Питается почти исключительно растительной пищей. Храмовые черепахи относятся к числу тех животных, которые отнесены к категории видов, которым грозит исчезновение (согласно Красной книге Всемирного союза охраны природы — статус Находятся под угрозой (англ. Endangered, EN).